# Олибів
Оли́бів — село в Україні у Варковицькій сільській громаді Дубенського району Рівненської області. Населення становить 291 осіб.

## Географія
Село розташоване на лівому березі річки Стубазки.

## Історія
У 1906 році село Варковицької волості Дубенського повіту Волинської губернії. Відстань від повітового міста 18 верст, від волості 6. Дворів 49, мешканців 294.
7 (20) листопада 1917 року, відповідно до Третього Універсалу Української Центральної Ради, увійшло до складу Української Народної Республіки.
12 червня 2020 року, відповідно до розпорядження Кабінету Міністрів України № 722-р від «Про визначення адміністративних центрів та затвердження територій територіальних громад Рівненської області», увійшло до складу Варковицької сільської громади.
19 липня 2020 року, в результаті адміністративно-територіальної реформи та ліквідації  Дубенського (1939—2020) району, село увійшло до складу новоутвореного Дубенського району.

## Відомі люди
В селі похований Лебідь Анатолій Миколайович (1978—2015) — старший прапорщик Збройних сил України, учасник російсько-української війни 2014—2017.